# Список советских художников плеяды 1920—1930-х годов
Плеяда советских художников 1920—1930-х годов включает живописцев и графиков, выпускников ведущих художественных училищ, работавших в 1920—1930-е годы в СССР.
Понятие и состав художников был введён в искусствоведение и историю искусств Ольгой Ройтенберг в книге «Неужели кто-то вспомнил, что мы были…»: Из истории художественной жизни. 1925—1935. (издания 2004 и 2008)

## Список художников
Список художников и их учителей:

### А
- Аветов, Михаил Никитич (1895—1972)
- Агалакова, Лидия Николаевна (1904—1993)
- Адливанкин, Самуил Яковлевич (1897—1966)
- Акбальян, Рубен Агабекович (1903—1986)
- Акимов, Николай Павлович (1901—1968)
- Аксельрод, Меер Моисеевич (1902—1970)
- Александрова, Татьяна Борисовна (1907—1987)
- Алфеевский, Валерий Сергеевич (1906—1989)
- Аптер, Яков Натанович (1906—1989)
- Аринин, Михаил Александрович (1897—1967)
- Артобатская, Анна Ивановна (1899—1974)
- Аскинази, Моисей Соломонович (1901—1947)
- Афанасьева, Елена Александровна (1900—1998)
- Афанасьева, Нина Васильевна (1904—1992)
- Ашкенази, Моисей Маркович (1913—1941)

### Б
- Бабичев, Пётр Павлович (1902—1947)
- Бакулина, Людмила Галактионовна (1905—1980)
- Барто, Ростислав Николаевич (1902—1974)
- Басманов, Павел Иванович (1906—1993)
- Безин, Иван Карлович (1911—1943)
- Безяева, Нина Алексеевна (1908-)
- Белаковская, Виктория Марковна (1901—1965)
- Беляев, Василий Павлович (1901—1942)
- Белякова, Екатерина Михайловна (1892—1980)
- Берендгоф, Борис Сергеевич (1904—1990)
- Берендгоф, Георгий Сергеевич (1903—1946)
- Бибиков, Георгий Николаевич (1903—1976)
- Богданов, Александр Николаевич (1908—1989)
- Борисов, Борис Иванович (1902—1968)
- Боровая, Надежда Михайловна (1909—1986; Терентьева)
- Брауде, Юрий Яковлевич (1898—1969)
- Брей, Андрей Андреевич (1902—1979)
- Бруни, Татьяна Георгиевна (1902—2001)
- Будо, Пётр Васильевич (1909—до 1945)
- Бурыкин, Александр Константинович (1901-)
- Бушинский, Сергей Николаквич (1901—1939)
- Бушмелёв, Геннадий Николаевич (1903—1970)

### В
- Васнецов, Юрий Алексеевич (1900—1973)
- Ведерников, Александр Семёнович (1898—1975)
- Вепринцева, Софья Григорьевна (1895—1957)
- Вербов, Михаил Фёдорович (1900—1982)
- Визин, Эммануил Павлович (1904—1975)
- Витинг, Николай Иосифович (1910—1991)
- Власюк, Дмитрий Ильич (1902-)
- Водопьян, Петро (1895—1937; Лезвиев, Михаил Васильевич)
- Волхонский, Эфраим Борисович (1902—1944)
- Вызин, Зиновий Маркович (1904—1941)

### Г
- Глускин, Александр Михайлович (1899—1969)
- Голованов, Александр Сергеевич (1899—1930)
- Гусятинский, Анатолий Маркович (1900—1940)
- Гуревич, Михаил Львович (1904—1943)

### Д
- Давидович, Ефрем Георгиевич (1899—1941)

### Е
- Ермилова-Платова, Ефросиния Федосеевна (1895—1974)

### Ж
- Жолткевич, Лидия Александровна (1900—1991)

### З
- Зевин, Лев Яковлевич (1903—1942)
- Зозуля, Григорий Степанович (1893—1973)

### К
- Кашина, Нина Васильевна (1903—1985)
- Коровай, Елена Людвиговна (1901—1974)
- Кулешов Илья Дмитриевич (1903—1944)
- Курзин, Михаил Иванович (1888—1957)

### Л
- Лабас, Александр Аркадьевич (1900—1983)
- Ломакина, Мария Владимировна (1896—1964)

### М
- Маркин, Сергей Иванович (1903—1942)
- Маркова, Валентина Петровна (1907—1941)
- Морозов, Дмитрий Петрович (1905—1944)
- Мигаев, Владимир Фёдорович (1899—1972)
- Монин, Александр Александрович (1895—1969)
- Мятелицина, Вера Андреевна (1900—1980)

### Н
- Накаряков, Анатолий Каранатович (1899—1967)

### П
- Павильонов, Георгий Сергеевич (1907—1937)
- Попов, Борис Никанорович (1909—2001)
- Прокошев, Николай Иванович (1904—1938)

### Р
- Расторгуев, Сергей Николаевич (1896—1943)
- Раубе-Горчилина, Мария Вячеславовна (1900—1979)
- Рожкова, Евгения Емельянова (1901—1988)
- Романович, Сергей Михайлович (1894—1968)
- Русаковский, Липа Ильич (1904—1941)
- Рыбченков, Борис Фёдорович (1899—1994)

### С
- Семашкевич, Роман Матвеевич (1900—1937)
- Соколов, Михаил Ксенофонтович (1885—1947)
- Соколова, Ольга Александровна (1901—1991)
- Софронова, Антонина Фёдоровна (1892—1966)
- Суриков, Павел Васильевич (1897—1943)

### Т
- Тарасов Николай Павлович (1896—1957)
- Тимирёв Владимир Сергеевич (1914—1938)
- Трошин Николай Степанович (1897—1990)

### Ф
- Фаворский Никита Владимирович (1915—1941)

### Ч
- Чирков, Антон Николаевич (1902—1946)

### Щ
- Щипицын, Александр Васильевич (1896—1943)

### Э
- Эдельштейн Константин Витальевич (1909—1977)

### Я
- Яковлев, Андрей Владимирович (1902—1944)
- ,  (19-19)